# Aranyalbum 1990–2000
Az Aranyalbum 1990–2000 a Republic megalakulásának 10 éves jubileuma alkalmából kiadott válogatásalbum. A válogatás folytatása 10 évvel később jelent meg Aranyalbum 2. 2000–2010 címmel.

## Dalok
Valamennyi dal Cipő szerzeménye, kivéve, ahol a szerzőséget feltüntettük.
1. Ha itt lennél velem (Disco, 1994) – 3:20
2. A 67-es út (Disco, 1994) – 4:49
3. Repül a bálna[1] (Indul a mandula!!!, 1991) – 3:10
4. Engedj közelebb (Én vagyok a világ, 1992) – 4:48
5. Gurul a kő (Rád gondoltam) (Zászlók a szélben, 1997) – 3:54
6. Igen (Igen, 1996) – 5:22
7. Neked könnyű lehet[1] (Indul a mandula!!!, 1991) – 4:04
8. Ha mégegyszer láthatnám (Zászlók a szélben, 1997) – 5:00
9. „16 tonna” fekete szén[2] (Üzenet, 1998) – 3:49
10. Erdő közepében – Fényes utakon[3](Bódi László, Tóth Zoltán) (Hahó öcsi!!!, 1993) – 6:36
11. Ne meneküljek[2] (Tóth Zoltán) (Boldogság.hu, 1999) – 3:11
12. Szeretni valakit valamiért (Hoppá-Hoppá!!!, 1991) – 3:35
13. Szállj el kismadár (Tüzet viszek, 1995) – 4:50
14. Kék és narancssárga[4][5] – 4:56
15. Jó reggelt kívánok (Hoppá-Hoppá!!!, 1991) – 3:25
16. 1526 (új dal, 2000) – 4:19
17. A csend beszél tovább (Tüzet viszek, 1995) – 2:40

## Közreműködtek
- Tóth Zoltán – Fender Telecaster gitár, A90 Roland Master keyboard
- Patai Tamás – Fender Stratocaster, Gibson Les Paul gitárok, akusztikus gitár
- Nagy László Attila – Premier dobok, ütőhangszerek
- Boros Csaba – Ibanez MC 940 fretless, Rickenbacker 4001 basszusgitárok, vokál
- „Cipő” – ének, zongora

valamint az eredeti felvételeken közreműködő előadók.

## Toplistás szereplései
Az album 18 héten át szerepelt a Mahasz Top 40-es eladási listáján, legjobb helyezése 2. volt.